# تفاقم الربو
تفاقم الربو هو تفاقم مفاجئ لأعراض الربو. قد يشمل ذلك تفاقم ضيق النفس أو الأزيز، أو ضيق الصدر، أو التنفس السريع، أو نقص تأكسج الدم. قد تشمل الأعراض الشديدة، الارتباك أو عدم سماع صوت التنفس.
تحدث التفاقمات بشكل عام لدى الأشخاص الذين يعانون من الربو المعروف، غير أنها قد تحدث أحيانًا كأول ظهور للمرض. من المحفزات الشائعة عدوى الجهاز التنفسي الفيروسية، أو التعرض لمولدات الحساسية، أو الاستخدام غير الكافي لستيرويدات الاستنشاق. يعتمد التشخيص على الأعراض، وقد يكون مدعومًا بحجم الزفير القسري (FEV1). تصوير الصدر بالأشعة السينية غير مطلوب عادةً.
غالبًا ما يكون العلاج الأولي بالأكسجين وبمنشط مستقبلات بيتا 2 قصير المفعول (سالبوتامول). بالنسبة للنوبات الخفيفة إلى المتوسطة، فإن طرق تقديم هذه الأدوية متكافئة، سواءً كانت بواسطة منشقة معايرة الجرعة، أو منشقة مسحوق جاف، أو الرذاذة. غالبًا ما يتم استخدام الإبراتروبيوم المستنشق والستيرويدات عن طريق الفم أيضًا. يوصى أيضًا باستخدام ستيرويدات الاستنشاق لمدة 2 إلى 4 أسابيع على الأقل.
إن لم يكن ما سبق فعالاً، فقد يتم استخدام كبريتات المغنيسيوم، أو حقن إبينفرين في العضلة، أو التهوية غير الباضعة تحت الضغط الإيجابي (NIPPV). إذا فشلت كل الحلول الأخرى، فقد يتم إجراء التنبيب. كما تشمل خطة عمل الربو محاكاة العلاج من قبل الشخص نفسه.